# Kincugi

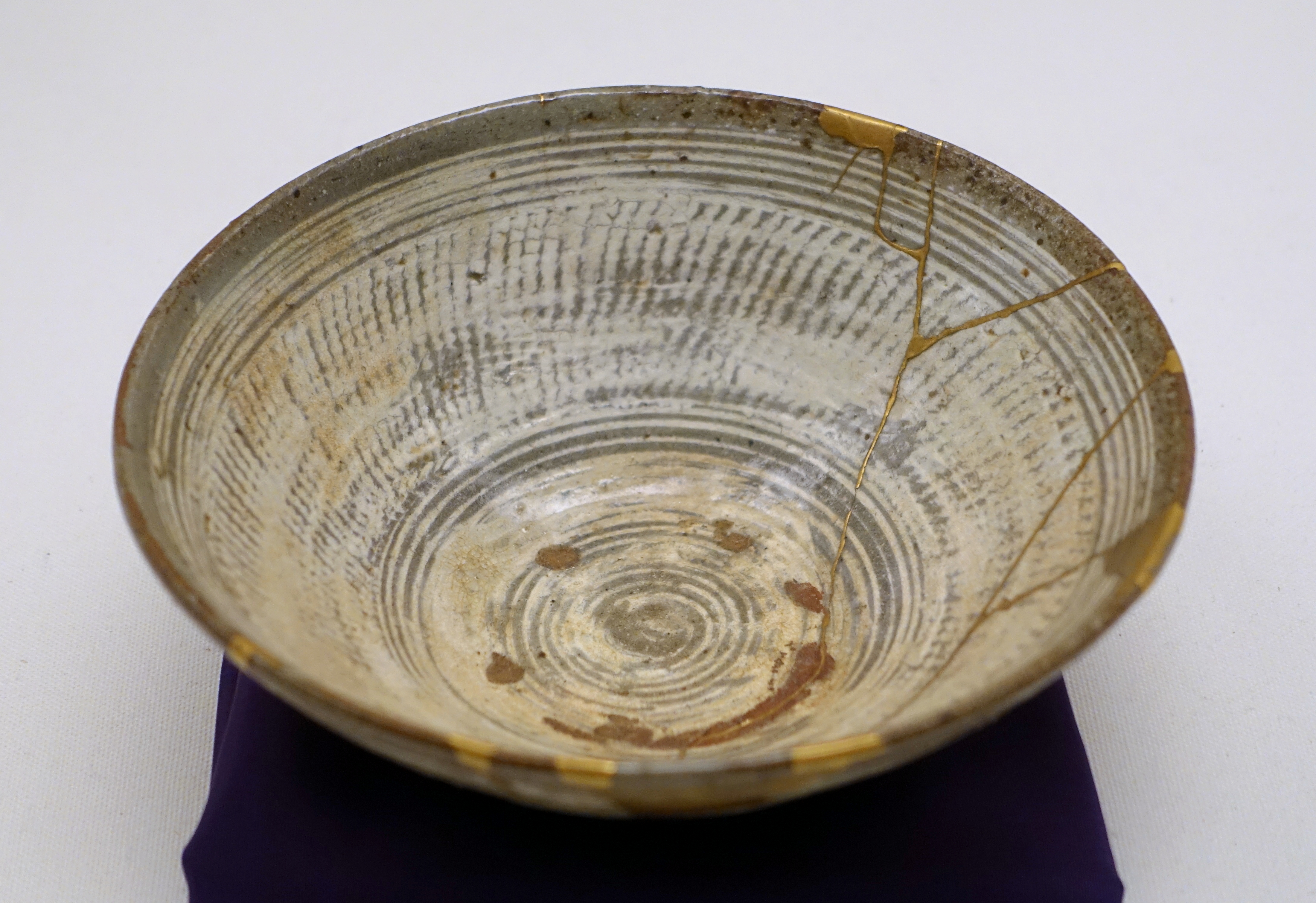
Mishima edény hakeme típusú teatál, arany lakkal kincugi javítási munkálatokkal (jobbra), 16. század

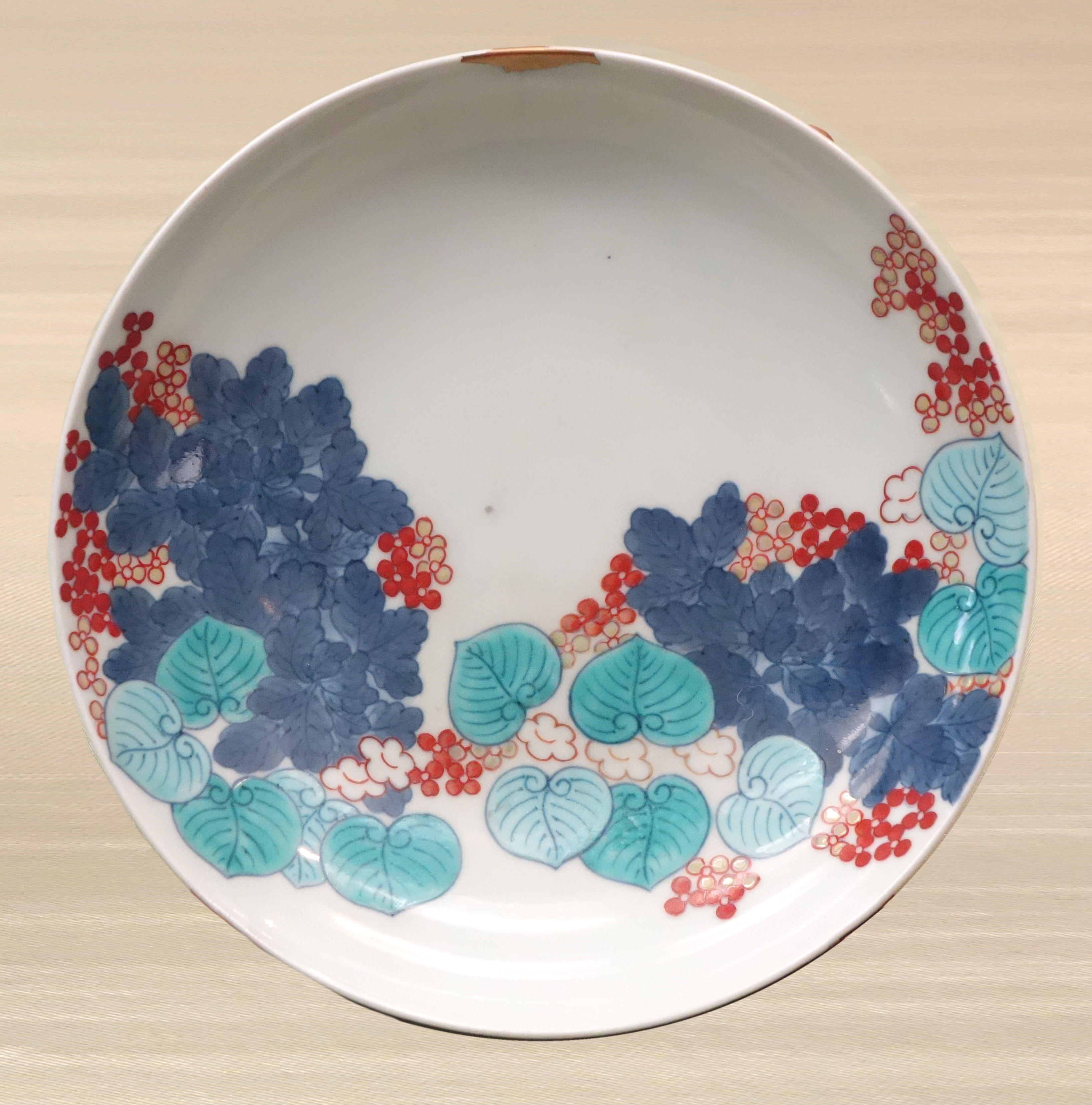
Kisebb javítás (felül) Nabeshima edény egy mályvavirágos tányér, 18. század, Edo-kor

Kincugi  (金継ぎ, ’arannyal történő összeillesztés’) vagy más néven kincukoroi  (金繕い, ’arany javítás’) a törött kerámia javításának japán művészete, porított arany, ezüst vagy platina keverékével, a maki-e technikához hasonló módszerrel. Filozófiaként az objektum (tárgy) történetének részeként kezeli a törést és a javítást, nem próbálja azt álcázni.

## Eredete
A lakkozás régi hagyomány Japánban, és valószínűsíthető, hogy valamikor más kerámiajavítási módszerek helyettesítéseként kombinálták a kincugit és a maki-e technikát. Egy elmélet szerint a kincugi akkor keletkezett, amikor a japán sógun Asikaga Josimasza a 15. század végén egy törött kínai teáskannát visszaküldött Kínába, hogy javítsák meg. Mikor visszaküldték a teáskannát fémkapcsokkal megjavítva, a japán kézművesek esztétikusabb megoldásra törekedtek. A gyűjtők annyira megszerették ezt az új művészetet, hogy egyeseket meg is vádoltak azzal, hogy szándékosan összetörték az értékes kerámiákat, hogy aztán megjavíthassák a kincugi arany varratokkal. A kincugi szorosan kapcsolódik a csanojuhoz (japán teaszertartás) használt kerámiaedényekhez. Míg a folyamat a japán kézművesekhez kapcsolódik, a technikát más, például kínai, vietnami és koreai eredetű kerámiákon is alkalmazták.

## Filozófiája
A kincugi hasonlít a vabi-szabihoz, mert elfogadja a hibásat, a tökéletlent. A japán esztétika a tárgy (objektum) használatának értékét hordozza. Ez észszerű magyarázat lehet arra, hogy miért tartunk meg egy tárgyat még azután is, hogy eltört, valamint igazolja magát a kincugit, kiemelve a töréseket és javításokat mint eseményeket a tárgy életében, ahelyett hogy az elveszítené funkcióját, amikor megsérül, eltörik. A kincugi kapcsolódhat a „tudatnélküliség” musin (無心) japán filozófiájához, amely magában foglalja a nem kötődés fogalmát, a változás és a sors fogalmát az emberi élet aspektusaként.

## A modern művészetre gyakorolt hatása
A modern művészek kísérletezgetnek az ősi technikával, mint a megsemmisülés és újjászületés általi veszteség, egység és fejlődés ötletének elemzésére való módszerrel. Bár eredetileg a kincugit nem fogadták el külön művészeti ágnak, volt már kiállítása a Metropolitan Művészeti Múzeumban és a Herbert F. Johnson Művészeti Múzeumban.
A kincugi megihlette Tim Bakert, a kanadai Hey Rosetta! bandának tagját a 2014-es Második Látásra album elkészítésekor. Az egyik dal címe a Kincukoroi nevet viseli. és az album borítóján egy kincugival megjavított tál van.
A The Rural Alberta Advantage együttest is inspirálta: a 2014-es albumuknak az Aranyozott címet adták.

## Fordítás
- Ez a szócikk részben vagy egészben  a   Kintsugi című angol Wikipédia-szócikk ezen változatának fordításán alapul.  Az eredeti cikk szerkesztőit annak laptörténete sorolja fel. Ez a jelzés csupán a megfogalmazás eredetét és a szerzői jogokat jelzi, nem szolgál a cikkben szereplő információk forrásmegjelöléseként.